# Yoko Kanno
Yoko Kanno (菅野 よう子, Kanno Yōko, Sendai, Miyagi, Japão, 18 de março de 1963) é uma compositora, arranjadora, musicista, maestrina e produtora musical japonesa. 
Conhecida por seu trabalho em trilhas sonoras de animes, séries de televisão, dramas, filmes live action, jogos eletrônicos e anúncios publicitários. Entre suas contribuições estão Cowboy Bebop, Darker than Black, Macross Plus, Turn A Gundam, The Vision of Escaflowne, Ghost in the Shell: Stand Alone Complex, Wolf's Rain, Kids on the Slope, e Terror in Resonance, tendo trabalhado junto com os diretores Hirokazu Kore-eda, Yoshiyuki Tomino, Shinichiro Watanabe e Shōji Kawamori nestas produções.
Kanno também compôs músicas para os artistas pop Maaya Sakamoto e Kyōko Koizumi, além de ser tecladista e vocalista da banda Seatbelts, que executa muitas de suas composições e trilhas sonoras. Foi considerada uma das maiores compositoras de animes da era Heisei numa pesquisa feita pelo serviço de streaming Crunchyroll.